# المثلث القطني الضلعي
المثلث القطني الضلعي lumbocostal triangle أو ثقبة Bochdalek عبارة عن مسافة بين الأجزاء الضلعية والقطنية من الحجاب الحاجز.
-تتكون قاعدة هذا الفراغ المثلثي من ملحقات العضلات التي تنشأ من الضلع الثاني عشر وألياف العضلات المرتبطة بالرباط المقوس الوحشي(عبارة عن تسمك لفافة العضلة المربعة القطنية يمتد من ذروة الناتئ المستعرض الي الضلع 11 أو 12 ).
-يتم توجيه قمة المثلث نحو المركز الوتري للحجاب الحاجز. تتلامس غشاء الجنب الجدارية والكبسولة الكلوية في هذه المساحة، لذا يمكن أن تنتقل العدوى المحتملة من خلال هذه الثقبة.

## الأهمية السريرية
قد يؤدي وجود هذه الثقبة إلى فتق حجابي خلقي، فتق Bochdalek .
و قد ارتبطت هذه الحالة أيضًا بالكلى الصدري، وهو وجود الكلية في الصدر بدلاً من وضع البطن المعتاد.

## روابط خارجية
- Bochdalek على whonamedit.com